# Musica spettrale
La musica spettrale (o spettralismo) è una corrente musicale nata e sviluppatasi come parte della musica colta a cavallo tra gli anni settanta e ottanta (il termine fu usato per la prima volta in un articolo scritto da Hugues Dufourt nel 1979 e pubblicato due anni dopo).
Gli spettralisti basarono fin dall'inizio il loro linguaggio sull'analisi dei fenomeni fisici del suono; gli strumenti, le voci e i suoni ambientali servono da modello per arrivare alla composizione del brano. Venne anche rivalutata l'importanza del fattore temporale applicato alla scrittura musicale: le figure musicali si presentano, così, in forma dilatata (Gérard Grisey, che fino alla sua prematura morte fu capofila degli spettralisti, usava in questo caso la metafora del tempo delle balene), in forma corrente (tempo dell'uomo) o in forma estremamente compressa (tempo degli insetti). Si fa largo uso anche del computer, diventato, così, un importante strumento di composizione, facilitando l'analisi spettrale, e la rappresentazione di un suono.
Tra i massimi esponenti: Gérard Grisey, Hugues Dufourt, Tristan Murail, Fausto Romitelli, Claude Vivier, Michaël Lévinas, Iancu Dumitrescu, Horațiu Rădulescu, Kaija Saariaho, Georg Friedrich Haas  e Magnus Lindberg.